# Вулиця Харченка
Вулиця Харченко (рос. У́лица Ха́рченко) — вулиця в Виборзькому районі Санкт-Петербурга. Проходить від перетину Діагональної вулиці і Новолітовської вулиці до перетину 1-го Муринського і Полюстровського проспектів у Полюстровського саду. Названа на честь героя німецько-радянської війни Михайла Семеновича Харченка.

## Історія
Первісна назва вулиці на цій ділянці Антонівський провулок (на ділянці від 1-го Мурінського проспекту до вулиці Олександра Матросова) відома з 1890 року, походить від прізвища землевласника. В 1950-ті роки провулок продовжений до Новолитовської вулиці.
20 січня 1969 року провулок перейменовано на вулицю Харченко, на честь М. С. Харченка, командира партизанського загону, Героя Радянського Союзу.

## Пам'ятки

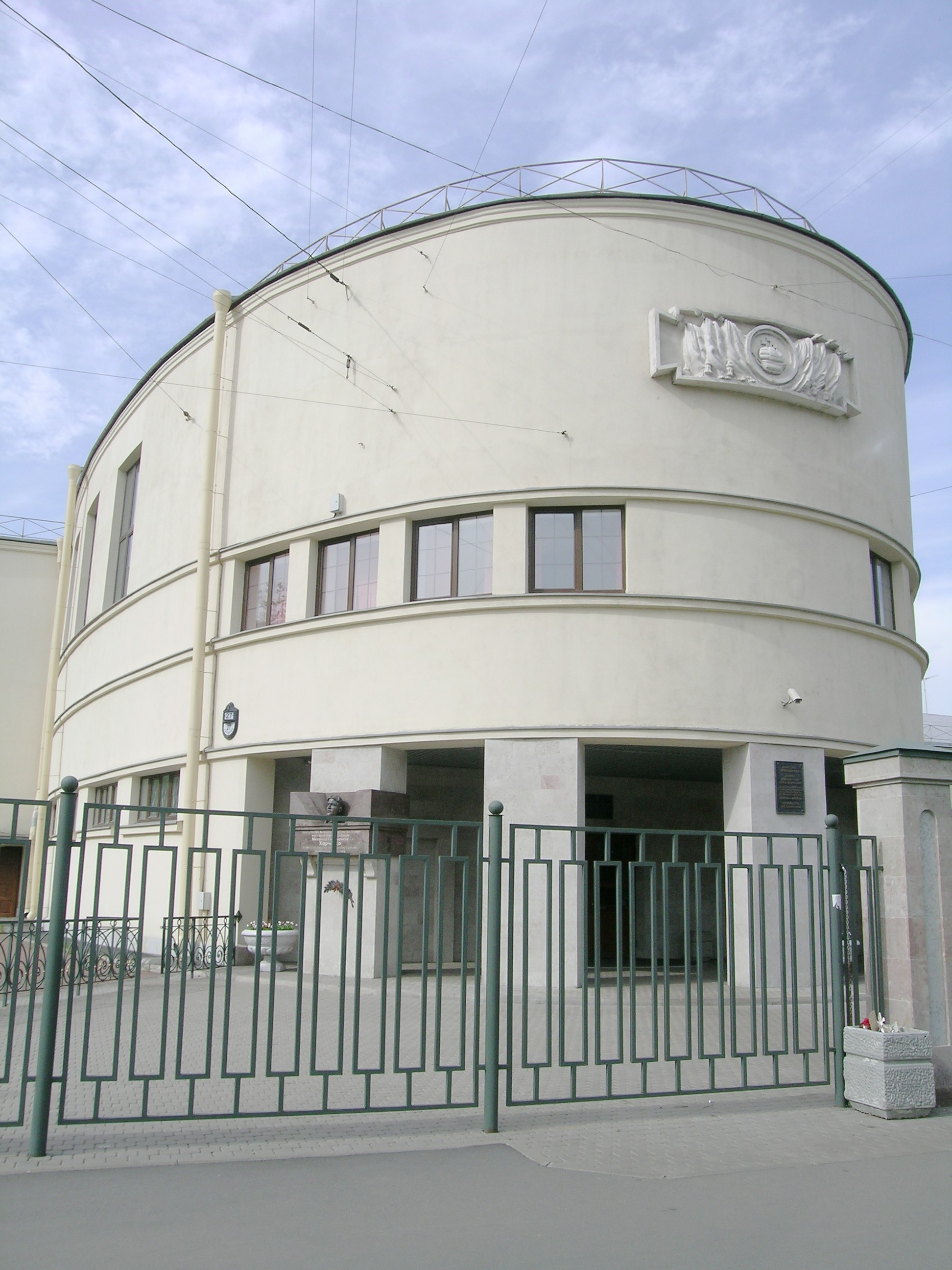
Школа № 104

- Школа № 104Будинок № 6 — логопедичний дитячий садок
- Будинок № 13 — АТС
- Будинок № 15 — дитячий садок № 202
- Будинок № 16 — Студентське містечко Санкт-Петербурзького державного політехнічного університету
- Будинок № 27 — школа № 104 ім. М. С. Харченка, споруда епохи конструктивізму, пам'ятник архітектури Ленінградського авангарду. Будівлю спроєктував відомий радянський архітектор Володимир Оскарович Мунц[3].

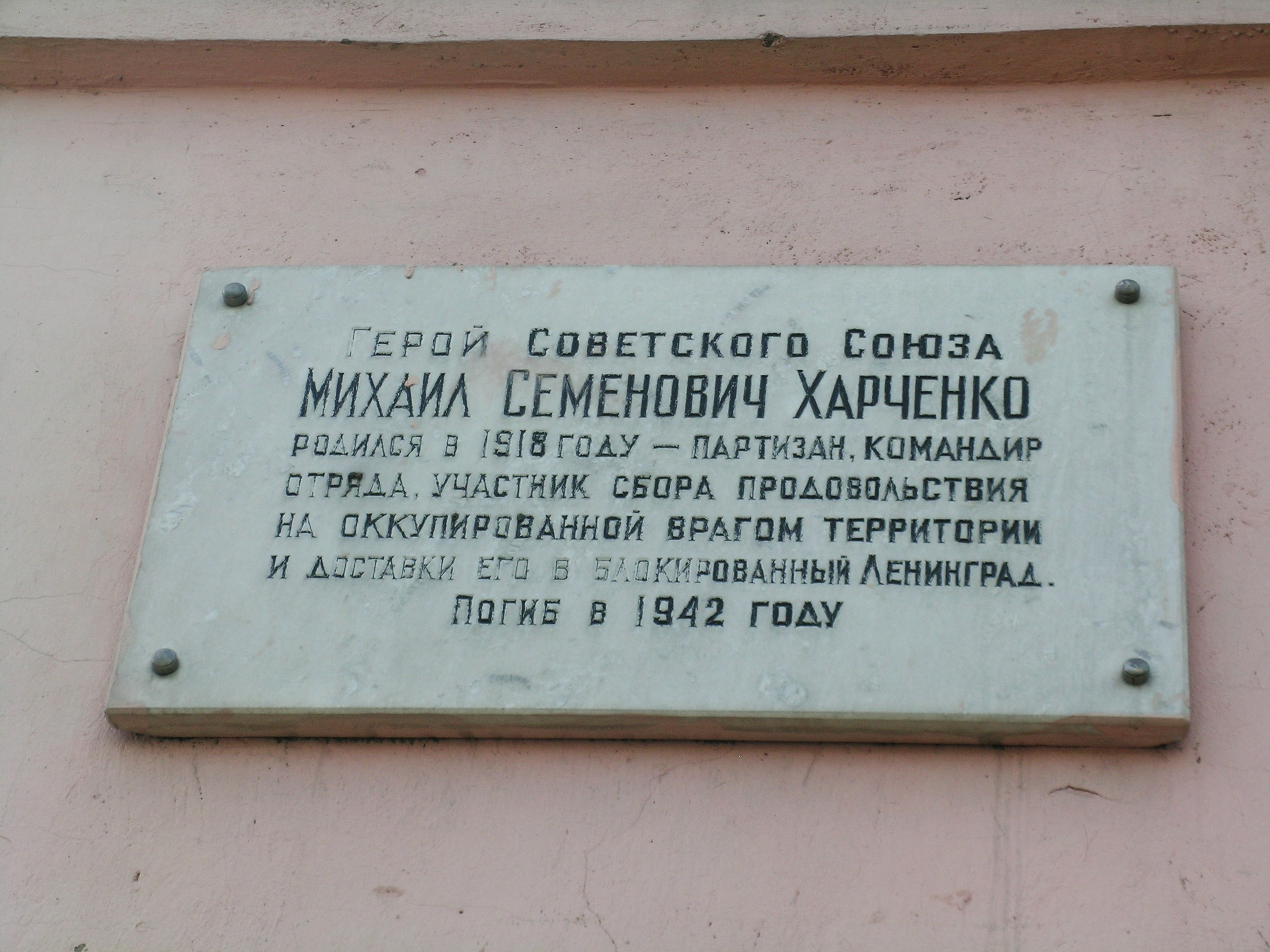
Меморіальний напис на мармуровий дошці на вулиці: «Герой Радянського Союзу Михайло Семенович Харченко народився в 1918 році — партизан, командир загону, учасник збору продовольства на окупованій ворогом території і доставки його в блокадний Ленінград. Загинув у 1942 році»

- Полюстровський сад